# واحد آماری
یک واحد (به انگلیسی: unit) در آمار، یک عضو از یک مجموعه از موجودیت‌های مورد مطالعه است. واحد منبع اصلی برای انتزاع ریاضیاتی برای یک «متغیر تصادفی» است. مثال‌های معمول برای یک واحد این موارد اند: انسان، حیوان، گیاه، شیء ساختگی، یا کشور منفرد که به یک گردآورد بزرگتر از این موجودیت‌های مورد مطالعه تعلق دارد.

## واحدهای آزمایش و نمونه‌ای
واحدها معمولا یا به واحدهای آزمایشی یا به واحدهای نمونه‌گیری اشاره دارد:
- یک واحد آزمایشی معمولا به صورت یک عضو از یک مجموعه اشیاء تصور می‌شود که در ابتدا مساوی اند، که در آن هر شیء در معرض یکی از چندین برخورد آزمایشی قرار می‌گیرد. به صورت ساده، این کوچکترین موجودیتی است که به آن یک برخورد اعمال می‌شود.
- یک واحد نمونه‌گیری (یا واحد مشاهده) معمولا به صورت یک شیء تصور می‌شود که از یک جامعه آماری نمونه‌گیری شده‌است. این عبارت معمولا در نظرسنجی و نمونه‌گیری پیمایشی استفاده می‌شود.

برای مثال، در یک آزمایش روی روش‌های آموزشی، روش ها را می‌توان به کلاس‌های درس از دانش‌آموزان اعمال کرد. این کلاس درس را به واحد آزمایشی تبدیل می‌کند. اندازه‌گیری‌های پیشرفت را می‌توان از دانش‌آموزان منفرد، به عنوان واحد مشاهده‌ای به دست آورد. اما برخورد‌ها (روش آموزشی) که به کلاس اعمال می‌شود، به صورت مستقل به دانش‌آموزان منفرد اعمال نمی‌شود. از این رو، دانش‌آموز را نمی‌توان واحد آزمایشی درنظر گرفت. کلاس، یا معلم (که روش را اعمال می‌کند، اگر او چند تا کلاس داشته باشد)، واحد آزمایشی مناسب خواهد بود.